# アミ族

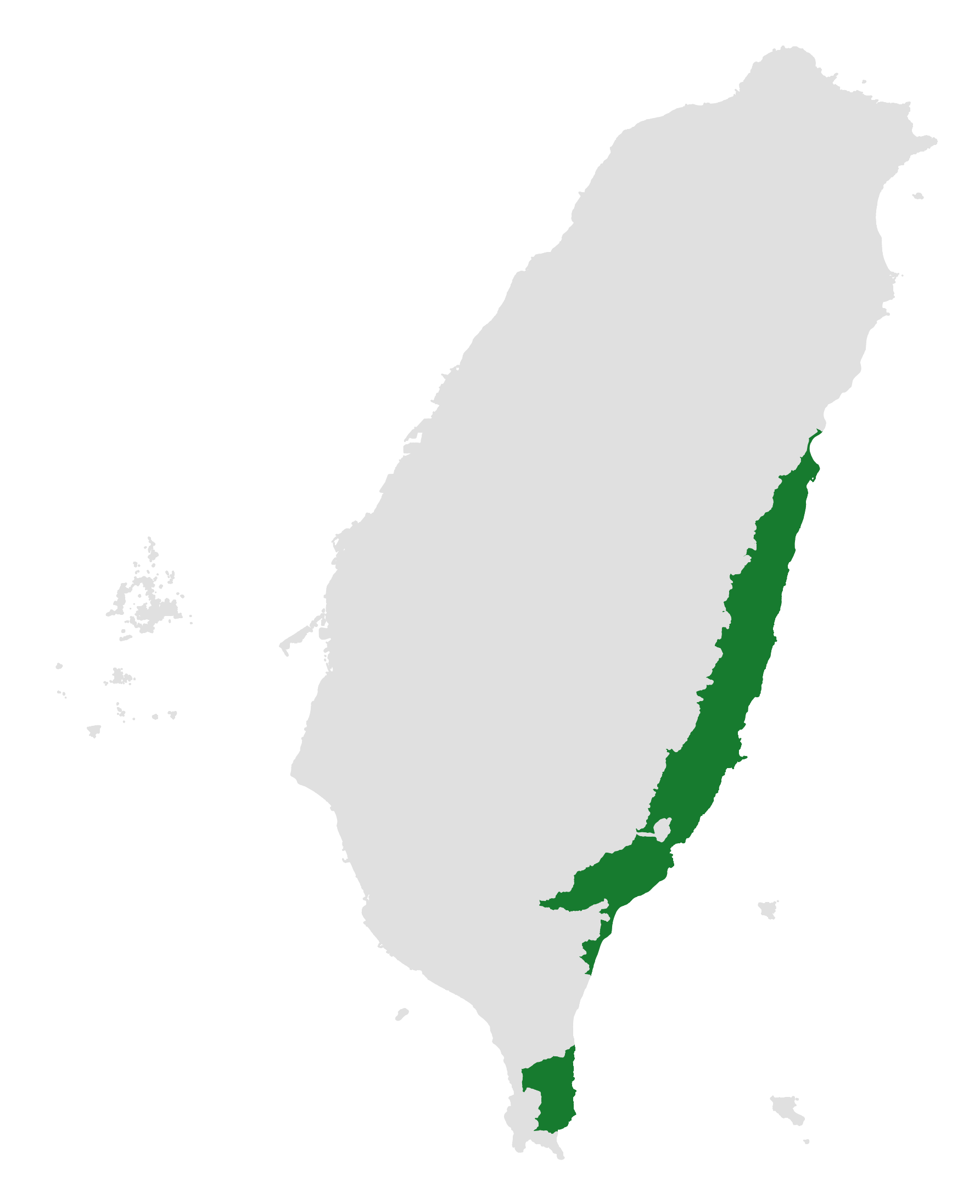
主な分布域

アミ（Amis, 台湾華語/中国語：阿美族、別名：パンツァハ（Pangcah））は、台湾原住民のなかで一番多い21万4737人（2020年8月の統計による）の人口規模を持つ民族集団。
居住地域は台湾の東部一帯、花蓮県・台東県・屏東県に亘る広い範囲である。主に平地に集落を構え、中央山脈と海岸山脈（東岸山脈）の間にある細長い渓谷地域（花東縦谷）、その両端の花蓮市や台東市周辺の平野部、海岸山脈の東側の太平洋沿いの平地、台湾南端の恒春半島に住んでいる。また台北市や高雄市など、台湾各地の大都市にも拡散しており、「大都市の原住民」の多くを占めている。アミ族からは多くの歌手、芸能人、スポーツ選手、その他学者、教育者、政治家などが輩出されている。
アミ族はコメなどの農業やブタなどの畜産で生活し、海岸部では漁業を営んでいる。伝統的な集落は他の原住民の集落に比較して大きく、500人から1000人規模が典型的である。また花蓮や台東、あるいは遠く離れた台北や高雄で都市生活を送る者も多い。
花蓮県瑞穂郷の舞鶴には石器時代の遺跡があり、その二本の石柱はアミ族の発祥神話に関連付けられておりアミ族発祥の地とされている。
花蓮県吉安郷仁安村には、観光施設「花蓮阿美文化村」があり、アミの文化を紹介する資料館があるほか、劇場ではアミの舞踊のショーが行われている。

## 言語
アミ語はオーストロネシア語族の一種であり、固有の文字は持たない。年配の世代は日本語も使う一方、若い世代は中国語（台湾華語）を使用している。

## 分類

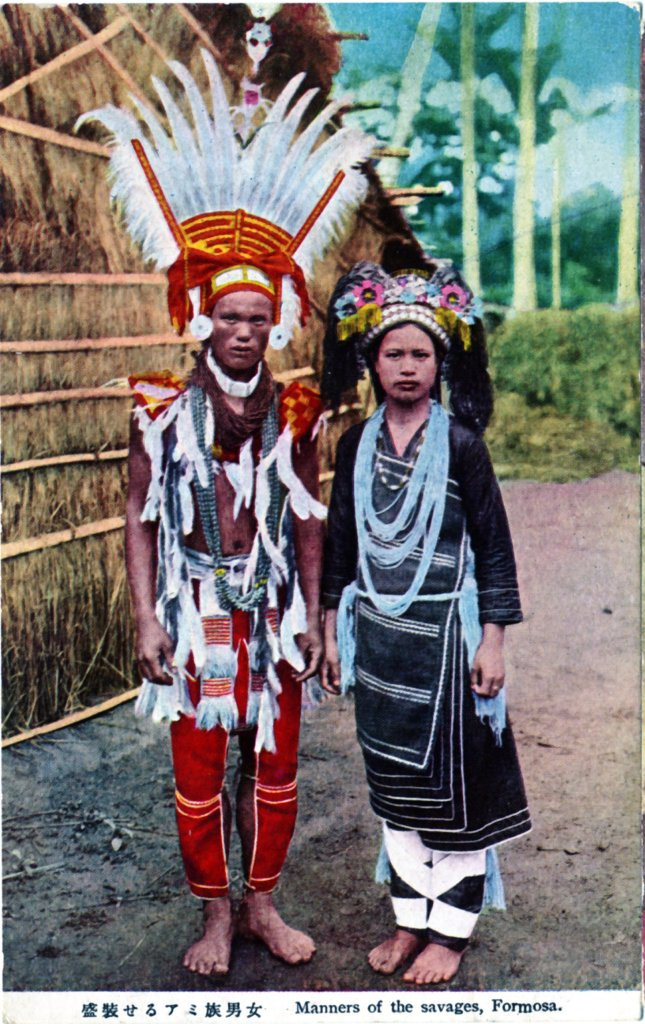
日本統治時代に撮影された、南勢アミの男女

アミ族の人々は一般的に自分たちのことを、「人間」「仲間」を意味するパンツァハと呼んでいるが、今日の台湾ではアミという呼び名がより一般的に使用されている。「アミ」とはアミ語で「北」を意味する。
なぜ「アミ」という語がパンツァハの人々を指す言葉になったのか、学会でも定まった見解はない。一つの仮説は、台東付近に住むプユマ族が、自分たちより北に住んでいるパンツァハに対してこう呼ぶようになったというものである。別の仮説は、台東平野に住むパンツァハの人々が、祖先が北方から来たために「アミ」と自称していたことから来ているというものである（台東平野のアミ族に関するこの記述は、日本統治時代の1913年-1918年に編纂された『蕃族調査報告書』第8巻4ページに登場する）。この仮説は、アミという語が、人類学者が「卑南アミ群」（ファランガウ・アミ、Falangaw Amis）と分類している台東市から成功鎮にかけて住む集団から誕生したことを示している。
また、太平洋戦争中に台湾原住民の伝統音楽のフィールド調査をした日本人音楽学者・黒澤隆朝は、アミ族の始祖伝説として以下の様な話を採録している。
- 「太古、南方にあったラガサンという大陸が天変地異で海中に沈んだ。そのとき臼に乗って辛くも逃れだした男女が海流に乗って北上し、台湾にたどり着いた。二人はその地に落ち着いて結婚し、子孫も増えた。そして『我々は北にやってきた』ことを記念し、北を意味する『アミ』を民族名とした。」

別の伝説では「ラガサン」は二人がもともと住んでいた土地の名ではなく、台湾に漂着したとき最初にたどり着いた山の名であるともいう。その山は、現在の鳳林駅から東南に望まれる、富士山に似た形の山・八里湾山を指すともいう。
原住民の歴史によれば、アミ族は大きく5つの集団に分類される。それぞれの集団は、民族衣装や言葉も微妙に異なる。
- 南勢アミ群（北部アミ、奇萊（現在の花蓮）一帯の平野に住む。アミ族の居住地域では最北部ながら「南勢」なのは、かつて「北勢蕃」と呼ばれたタロコ族の南に居住していたため）
- 秀姑巒アミ群（中部アミの一部、中央山脈と海岸山脈の間の平野、秀姑巒渓流域に住む）
- 海岸アミ群（中部アミの一部、海岸山脈よりも海岸沿いの一帯に住む）
- 卑南アミ群（南部アミの一部、別名ファランガウ・アミ、成功鎮以南の海岸沿い、および台東平野に住む。ファランガウは台東市の馬蘭という集落のアミ語での名称）
- 恒春アミ群（南部アミの一部、恒春半島に住む）

しかしこうした分類は、広く受け容れられているものの、地理的な区分や部族の移住の結果に基づいているに過ぎない。文化、言語、身体的特徴などの調査から分かったアミ族内部の相違とは一致していない。民族的に最も近いのはフィリピンの諸民族であると考えられる。

## 神話と民話
光る女の子 Tiyamacan
Tiyamacanは、生まれつき全身がまるで太陽のように輝く美女であった。
ある日、彼女は川で水を汲もうとしたが、たくさんの腕輪をはめていたため重さで壺を持ち上げられなかった。困っていると、波から一人の男性が現れた。この男はFerarakasといい、正体は海神の息子だった。FerarakasはTiyamacanに一目惚れし、プロポーズした。Tiyamacanは驚き、「両親と相談してから決める」と応えた。FerarakasはTiyamacanを手伝い、Tiyamacanは壺を頭に載せ、運んでもらって家に帰った。
Ferarakasは村を訪ね、Tiyamacanを娶る話を無理やり要求した。両親は決して同意しなかった。両親はTiyamacanを隠そうとしたが、タンスに隠しても、箱に隠しても、Tiyamacanを掘った穴に隠させても、挙句は肥溜めまで入らせたが、彼女が放つ光のため隠しとおすのは無理だった。
5日後、暴風雨と共に、津波が襲来してきた。FerarakasがTiyamacanが妻として迎えに来たのである。Tiyamacanは大洪水に巻き込まれ、海神の宮殿に攫われた。
一方、彼女の父と母は長男、次男、三男を連れ、台湾の中央山脈の山頂に逃げた。四男Dociと長女Lalakanはちょうど臼と杵で米を搗いていたので、咄嗟に臼に乗り、漂って流れ、現在花蓮県豊浜郷にあるCilangasan（貓公）という山（現在の八里湾山）に泊まり、そこで結ばれアミ族の先祖になった。DociとLalakanはきょうだいであったため、兄弟姉妹婚の結果で妊娠しても生まれるのは、蛇や亀やトカゲやカエルだった。夫婦が嘆いていると太陽神が空から降り、祭りの式次第を教えた。夫婦が祀った後は、人間の赤子が生まれるようになった。
長男Tadi' Afoはタイヤル族の先祖、次男Dadakiyoloは台湾西部平野の原住民(平埔族)の先祖、三男Apotokはブヌン族の先祖という伝説もある。
アミ族の考えでは、太陽は女性とされる。これは日本の記紀神話と共通する。天照大御神もTiyamacanも、あきらかに太陽神的である。
巨大な凧の縄に縛られた岩
アミ族の兄弟2人が空腹に耐えかね、プユマ族の畑でサトウキビを盗んだ。それをプユマ族に見とがめられ、兄は逃げおおせたが、弟は捕らえられてしまった。
兄は巨大な凧を作り、浜にある岩に凧の縄を巻き付け、凧を揚げた。凧が風で震え「ブーン」と音がする。プユマ族らは訝しみ、家を出、空を見て驚いた。弟は「もし僕の束縛を解いて自由にしてもらったら、お礼として、凧を取ってあげる」とプユマ族らを説得した。そしていましめを解いてもらうや跳ね上がり、巨大な凧に乗ってプユマ族からの逃走に成功した。
弟はプユマ族から様々な不潔な物を食べさせられたので、兄の助けでそれらを吐き出した。嘔吐物は沼になった。一方で兄が凧を揚げていた際、凧を操るため全身に力を込めたせいで足が土を押し動かし、土が溜まって丘ができた。
同様な民話はプユマ族にもある。だが「兄弟2人」と「兄弟を捕らえる者」は、アミ族の伝承と役割が逆転している。

## 風習
アミ族は母系社会に近い形態であったので、家族の仕事は女性主体であり女性が責任を持つ。母系相続を行うため 家業・財産は長女が受け継ぎ、以下優先順位は女性側にある。また姓も母方の姓が引き継がれる。
家長は女性であるが、一方で集落をまとめ上げる村長「カキタアン」は男性であり、家長の夫である男性の長老「マトアサイ」が形成する長老会議が村を運営する。集落の男性は成年式を迎え、一人前と認められれば青年団「カッパー」に入団する。カッパーは細かい年齢階級「スラル」に分かれ、責任などもこの階級によって決められる。基本的に下の組は上の組に絶対服従する。
それぞれの「スラル」の名は、結成された年代の流行、事件、組の動向にちなんで命名される。
以下は、歌手郭英男を生んだ台東市馬蘭の19世紀後半から20世紀後半にかけてのスラル名一覧。
| スラル名       | 意味                                                                                 | 年代                                                       |
| -------------- | ------------------------------------------------------------------------------------ | ---------------------------------------------------------- |
| ラ・シンシン   | 鈴。当時、刀の柄を鈴で飾ることが流行していた。                                       |                                                            |
| ラ・トコス     | 山を意味する。山のように尻が重く、仕事をしない組                                     |                                                            |
| ラ・アベン     | アベンは漢人。この年、漢人が村から追い出された                                       |                                                            |
| ラ・トンス     | トンスは通事。次から次へと脈絡の無い話をする組。                                     |                                                            |
| ラ・ツクル     | 下を向き、決して威張らない組。                                                       | 1938年当時、この組所属の男性・ボトル（68歳）が村長だった。 |
| ラ・リポン     | リポンは日本。組が結成されたころ、初めて日本人が台東に現れた                         |                                                            |
| ラ・クリ       | クリは苦力。組が結成されたころ、知本温泉方面へ道路建設の労役に出されるようになった。 |                                                            |
| ラ・チンビン   | チンビンは騎兵。村に騎兵が現れた                                                     |                                                            |
| ラ・サマイ     | サマイは木の名前。村長が檳榔の代用になる、サマイの木を採らせた                       |                                                            |
| ラ・スンテン   | スンテンは壮丁。漢人の壮丁団が穿いていた赤いズボンが物珍しかった。                   |                                                            |
| ラ・ホンテ     | ホンテは皇帝（日本国天皇）。明治天皇の崩御を悼んだ。                                 |                                                            |
| ラ・インパイ   | インパイは勲章。台東に来た日本の高官が、勲章をつけていたから                         | 1976年当時、87～89歳。                                     |
| ラ・ツキン     | ツキンは毒魚の名。この魚に刺されたものがいるから。                                   |                                                            |
| ラ・ウシン     | ウシンは5銭銀貨。このころから流通しだした。                                          |                                                            |
| ラ・パジャウ   | パジャウは刀。漢人の刀を用いたことから。                                             |                                                            |
| ラ・トイン     | 台湾北部の桃園市へ行った者がいたことから。                                           |                                                            |
| ラ・グンカン   | この年、台東の港に日本軍の軍艦が入港した。                                           | 郭英男が所属していた組である。                             |
| ラ・スントク   | 台湾総督が台東に来たから。                                                           |                                                            |
| ラ・タイパク   | 台北に団体で旅行したことから。                                                       | 1976年当時、61～64歳。                                     |
| ラ・クトン     | クトンは「半分」の意。疫病が流行り、祭りが半分しか行えなかった。                     | 1976年当時、57～61歳。                                     |
| ラ・テホムク   | テホムクは「転覆」。海難事故があった年に結成された組。                               |                                                            |
| ラ・テブ       | テブは「堤防」。この年、川の堤防工事が完成した。                                     |                                                            |
| ラ・ミンコック | 日本敗戦で、台湾が中華民国に編入される。                                             |                                                            |
| ラ・タンク     | タンク（戦車）が行進した年に結成された組。                                           |                                                            |
| ラ・クンレン   | クンレンは徴兵訓練。この年より、徴兵が始まる。                                       |                                                            |
| ラ・キンモン   | 兵役で金門島に行く                                                                   |                                                            |
| ラ・タイチュウ | 兵役で台中へ行く                                                                     | 1976年当時、37～39歳。                                     |
| ラ・テンコ     | 楊伝広が世界記録を出す。                                                             | 1976年当時、34～37歳。                                     |
| ラ・ツカツイ   | ツカツイは、「揺れる」という意味。この年、暴風雨に襲われる。                         | 1976年当時、30～33歳。                                     |
| ラ・ツントン   | ツントンは中華民国総統。この年、総統が台東に来る。                                   |                                                            |
| ラ・フンシャキ | フンシャキは飛行機。飛行機が台東に入る。                                             |                                                            |
| ラ・ツラス     | ツラスは暴風雨のこと。この年、台東が暴風雨に襲われる。                               |                                                            |
| ラ・タイトウシ | 台東に市制が施行される。                                                             | 1976年当時、18～20歳。                                     |

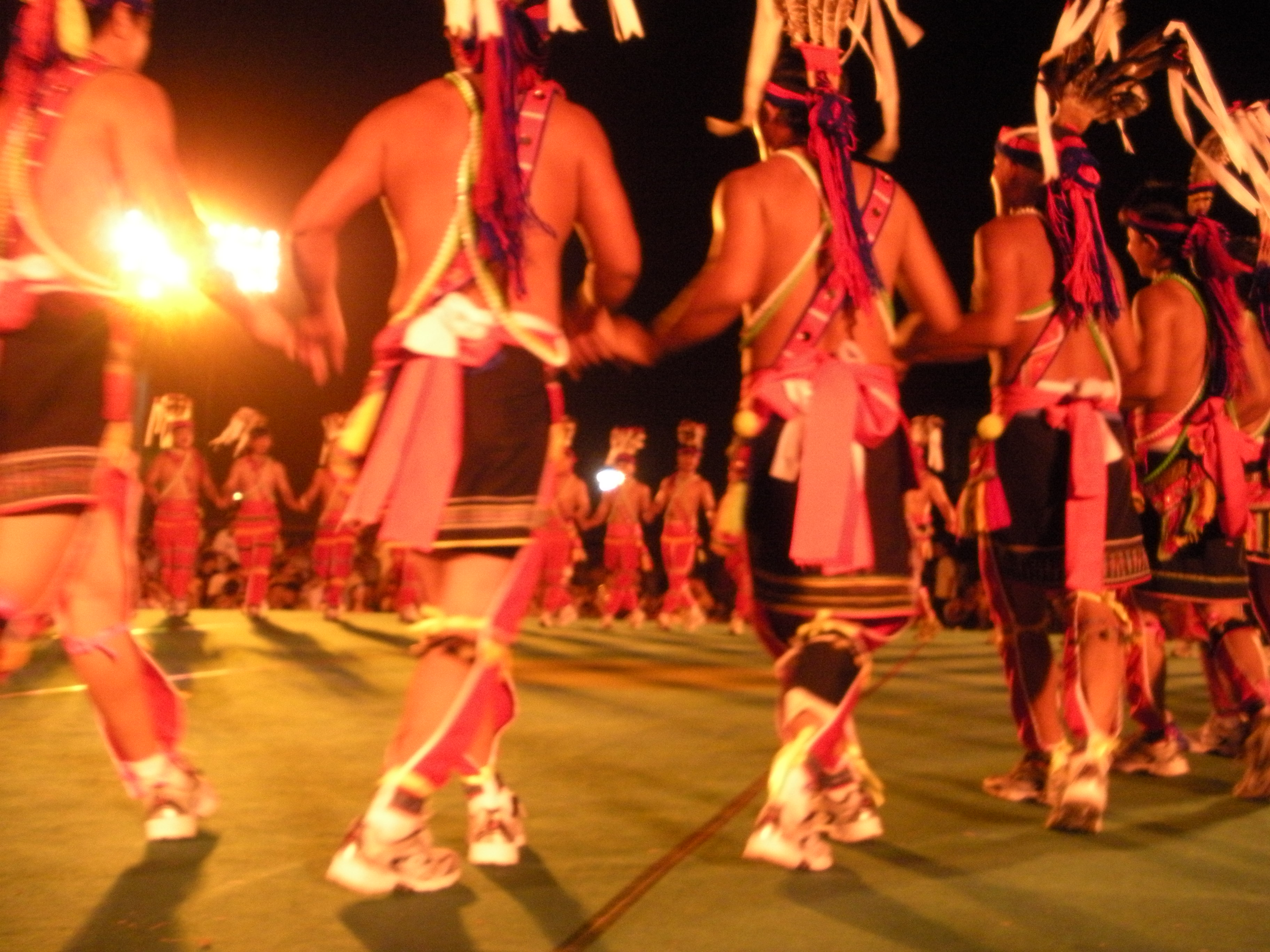
花蓮市連合豊年祭の、アミ族の踊り

アミ族の祭りには豊年祭、播種祭、捕魚祭、海祭などがある。
アミ族豊年祭（ilisin、イリシン）は最も重要な祭祀儀式で、毎年夏に行われる。期間は2週間ほどで、時期も日数も村によって異なるが、基本的に南部の台東県では太陽暦の7月、北部の花蓮県では8月に行われる、祭ではブタが殺され、皆で肉を分けて食べる事が行われる。祭では色彩豊かな衣装が着られ、歌や踊りが行われる。
また、10月から11月にかけて、アミ語でシカワサイと呼ばれる女シャーマンが主催する祭りがおこなわれる。これには8～15歳の子供が集められ彼らは盛んに踊る。特に祭りの終りの半月ほどは激しく踊り、その間にトランス状態に陥った童女が次代のシャーマンに任命される。

## 歌
歌と踊りはアミ族の特徴でもある。集落ではリズミカルな歌が歌い継がれ、フォークダンスのような踊りが日頃より行われている。花蓮の「阿美文化村」のような観光施設では、恋愛や狩りなどアミ族の物語に基づいた歌や踊りを披露するアトラクションが行われている。また張震嶽やスミン（舒米恩）、イリー・カオルーのような歌手もアミ族から多数出ている。日本時代にも陽気な性格が知られており、高砂義勇隊にあってもその性格を存分に発揮していた。

### Return to Innocence
アミ族の歌はかつてエニグマの1993年のヒット曲、『Return to Innocence』にフィーチャーされ世界的に有名になったことがある。1996年アトランタオリンピックのテーマソングともなったこの曲では、アミ族のパフォーマンスグループの一員郭英男（ディファン、Difang）および妻のイガイ（Ingay、漢名郭 秀珠）が1988年のパリでの文化交流で披露した「老人飲酒歌」のコーラスが使われた。
パリでのパフォーマンスはCDにされ、ここからエニグマのメンバーであるミヒャエル・クレトゥがコーラスをサンプリングして曲にしたが、後に夫妻から無断使用およびクレジットに名前を載せなかったことにより訴えられた。クレトゥは、この音源をパブリック・ドメインと勘違いしており著作権侵害のつもりはなかったと述べたが、和解金の支払いと今後クレジットに夫妻の名を載せることを条件にして裁判は終了した。和解金はほぼアミ族文化振興のため寄付されている(裁判を前後にディファンの知名度や、「台湾原住民」の曲が大きく知られることにもなり、彼はその後ソロデビューを果たす)。

## 日本との関わり
- 日本時代には同化政策の進捗状況が最も進んでおり、学校制度なども比較的日本人のそれに近いものが採用されていた。
- 高砂義勇隊 - 台東県東河郷の出身であった元陸軍一等兵の中村輝夫（日本名。民族名スニヨン[8] （正体字: 史尼育唔）。本名Attun Palalin（アットゥン・パラリン）。後に李光輝という漢名が与えられた）はインドネシア・モロタイ島から1974年に台湾に帰還した。

## 著名人

### スポーツ選手
- 岡村俊昭 - プロ野球選手。平安中学から日本大学を経て南海軍に入団、1944年首位打者。戦後は南海のコーチ・二軍監督・スカウトを歴任。
- 楊伝広 - 陸上競技選手。ローマ五輪十種競技の銀メダリスト。
- 楊俊瀚 - 陸上競技選手。100mと200ｍの台湾記録保持者。
- 郭源治 - プロ野球選手。1981年から1996年まで中日ドラゴンズに所属。
- 陳義信 - プロ野球選手。中日ドラゴンズや兄弟エレファンツで活動した選手。
- 陳鏞基 - プロ野球選手。アミ族名:馬耀・吉洛（Mayaw Ciro）。統一セブンイレブン・ライオンズに所属。アテネ五輪および2006年のWBCの台湾代表。
- 曹錦輝 - プロ野球選手。MLBのコロラド・ロッキーズなどに所属していた。
- 陽耀勲 - プロ野球選手。2006年から2013年まで福岡ソフトバンクホークスに所属。
- 陽耀華 - プロ野球選手。陽耀勲の弟、陽岱鋼の兄。四国アイランドリーグplusの複数球団に所属していた。
- 陽岱鋼 - プロ野球選手。福岡第一高校を経て2006年から北海道日本ハムファイターズ、2017年から読売ジャイアンツに所属。
- 郭岱琦 - プロ野球選手。統一セブンイレブン・ライオンズに所属。2009年のWBC台湾代表。
- 黄志龍 - プロ野球選手。2010年から2011年まで読売ジャイアンツに、2012年からは統一セブンイレブン・ライオンズに所属する投手。
- 曽櫟騁（中国語版） - テコンドー選手。ロンドン五輪女子57kg級の銅メダリスト。
- 郭婞淳（中国語版） - ウェイトリフティング選手。2020年東京オリンピック女子59kg級の金メダリスト。
- 張育成 - プロ野球選手。 CPBL富邦ガーディアンズ所属。
- 宋家豪 - プロ野球選手。東北楽天ゴールデンイーグルスに所属。
- 張奕-プロ野球選手。 CPBL富邦ガーディアンズ所属。

### 芸能人
- 張震嶽 - 歌手。
- TANK（呂建忠）- 歌手。プユマ族との混血。
- 施孝栄 - 歌手。
- 郭英男（Difang） - 歌手。
- 羅志祥（ショウ・ルオ） - タレント。母方がアミ族の血統。
- 黄麗玲（A-Lin）- 歌手。
- 蕭敬騰（ジャム・シャオ）- 歌手。
- 張聖子（小露Lucia）- 歌手。
- 盧學叡（中国語版）-歌手
- 盧静子 - 歌手。アミ名はツェコ（Ceko）。1960～70年代に歌手として活躍し、日本をはじめ、アジア各国で公演した。原住民族の歌姫（山地歌后）と呼ばれ、原住民族の芸能界進出の先駆的な役割を果たした。その後、目立った活動はなかったが、2019年に復活コンサートが行われた[9]。
- イリッ・カオロ（Ilid Kaolo、以莉．高露）－シンガーソングライター。
- アロ・カリティン・パチラル（Ado' Kaliting Pacidal／阿洛．卡力亭．巴奇辣） - 歌手、俳優、司会者。映画「太陽の子」（2015年）に出演し、主演を演じ、金馬奨新人賞を受賞した。
- Suming Rupi 舒米恩 - 歌手、俳優。映画「太陽の子」主題歌の制作者と歌手。
- Anu Kaliting Sadipongan 阿努·卡力亭·沙力朋安-歌手、伝統文化、母語復興活動を推進する。
- チャーロウ・バシワリ（Chalaw Basiwali／查勞 巴西瓦里）-  シンガーソングライター。マダガスカルの音楽家、キレマとの共演によって制作されたアルバム、『玻里尼西亞 Polynesia』が第19回台湾金曲獎最佳原住民語專輯にノミネートされた。

### 政治家
- コラス・ヨタカ（Kolas Yotaka 谷辣斯·尤達卡）- 行政院スポークスパーソン。元立法院議員。元原住民族テレビニュースキャスター。
- カウロ・イユン・パチダル（高潞·以用·巴魕剌：Kawlo Iyun Pacidal） - 元立法院議員。元原住民族テレビニュースキャスター。
- イチャン・パルー（Icyang Parod 夷將·拔路兒）-台湾（中華民国）行政院原住民族委員会の主任委員。

### 芸術家
- Yosifu Kacaw 優席夫-エディンバラでアルバイトして、滞在している時、偶然に絵画が大家さんに発見され、そして芸術展覧のキュレーターから褒めてくれ、展覧会に参加し、作品が売買され、デビューした。国内も海外も良い評価を得る。

### その他
- 中村輝夫／スニヨン（Suniuo＝史尼育唔）。残留日本兵。終戦後もインドネシア・モロタイ島に潜伏を続け、1974年に台湾に帰還した。

## 関連書
- 『リボク日記 』リボク、風響社、1995/09/30（アミ族の著者による1950-1970年代の日記）[10]